# Mas d'en Batlle
El Mas d'en Batlle és un mas situat al municipi de Riumors, a la comarca catalana de l'Alt Empordà. És considerat un dels edificis més antics del poble que quasi totalment va ser destruït per la marejada de 1421.